# 아프리카의 HIV/AIDS

2011년 기준 아프리카의 성인(15~49세)의 후천면역결핍증후군 유병률 (세계은행)

아프리카에서 HIV/AIDS는 20세기 초부터 전염되기 시작하여 여러 아프리카 대륙의 국가에 가장 중요한 보건문제이자 사망 원인으로 취급받고 있다. 2021년 기준 아프리카의 HIV 감염자 수는 약 2000만명에 달한다. 아프리카 대륙의 전체적인 에이즈 발병률이 높긴 하지만 아프리카 내 대부분의 감염자가 남아프리카에 집중되어 있다. 아프리카 대륙에는 세계 인구의 15.2%만 살고 있지만, 전 세계 HIV 감염자의 2/3 이상인 약 3,500만명이 아프리카 대륙 사람이며, 이 중 1,500만명이 HIV 관련 질병으로 사망하였다. 사하라 이남 아프리카의 감염자들은 2011년 기준 전 세계 HIV 감염자의 약 69%와 모든 에이즈 사망자의 70%를 차지했다. 사하라 이남 아프리카에서는 에이즈의 영향을 크게 받아 에이즈만으로 사망률이 증가했으며 20세에서 49세 사이 성인의 기대수명이 20년 가까이 낮아졌다. 게다가 이 현상은 사하라 이남 아프리카에서만 국한되지 않고 아프리카 대륙의 많은 국가에도 번져 일부 국가에서는 HIV/AIDS 유행으로 기대 수명이 34세까지 내려가는 등 아프리카의 많은 국가에서 기대수명이 줄어드는 원인으로 꼽히고 있다.
북아프리카와 아프리카의 뿔에 있는 국가들은 바이러스를 빠르게 퍼뜨리는 위험한 행동을 하는 문화가 사하라 이남 아프리카에 비해 적기 때문에 유병률도 현저히 낮다. 아프리카에서는 남아프리카가 HIV/AIDS로 인한 피해가 제일 크다. 2011년 기준 보츠와나, 레소토, 말라위, 모잠비크, 나미비아, 남아프리카 공화국, 에스와티니, 잠비아, 짐바브웨에서 인구의 최소 10%가 HIV에 감염된 상태다.
HIV 유행에 대응해 아프리카 대륙 곳곳에서 대중들에게 HIV/AIDS에 대한 정보를 교육하는 여러 계획이 시작되었다. 그 중에는 금욕하며 신실하며 콘돔을 쓰자 캠패인(ABC 전략)이나 데즈먼드 투투 HIV 재단의 봉사 프로그램과 같이 효과적이라고 평가받는 HIV 감염 예방 프로그램도 있다.
2012년 기준 항레트로바이러스 치료(HAART)를 받은 아프리카의 HIV 양성 환자 수는 2005년 치료를 받은 환자 수의 7배가 넘어 전 해에만 백만 명이 추가로 치료를 받기 시작했다. 사하라 이남 아프리카의 에이즈 관련 질병으로 사망한 수는 2011년 기준 2005년보다 33% 적었으며, 2011년 사하라 이남 아프리카의 새로운 HIV 감염 건수는 2001년 수치보다 25% 적었다.

## 총평
| 지역 구분                  | HIV 양성인 | 한 해 동안 AIDS 관련 질환으로 사망한 인구 | 한 해 동안 신규 HIV 감염자 |
| -------------------------- | ---------- | ----------------------------------------- | -------------------------- |
| 전 세계                    | 37,700,000 | 680,000                                   | 1,500,000                  |
| 동아프리카 및 남아프리카   | 20,600,000 | 310,000                                   | 670,000                    |
| 아시아 및 태평양           | 5,800,000  | 130,000                                   | 240,000                    |
| 서아프리카 및 중앙아프리카 | 4,700,000  | 150,000                                   | 200,000                    |
| 라틴아메리카               | 2,100,000  | 31,000                                    | 100,000                    |
| 카리브해 지역              | 330,000    | 6,000                                     | 13,000                     |
| 중동 및 북아프리카         | 230,000    | 7,900                                     | 16,000                     |
| 동유럽 및 중앙아시아       | 1,600,000  | 35,000                                    | 140,000                    |
| 서중유럽 및 북아메리카     | 2,200,000  | 13,000                                    | 67,000                     |

## 아프리카의 HIV/AIDS 기원

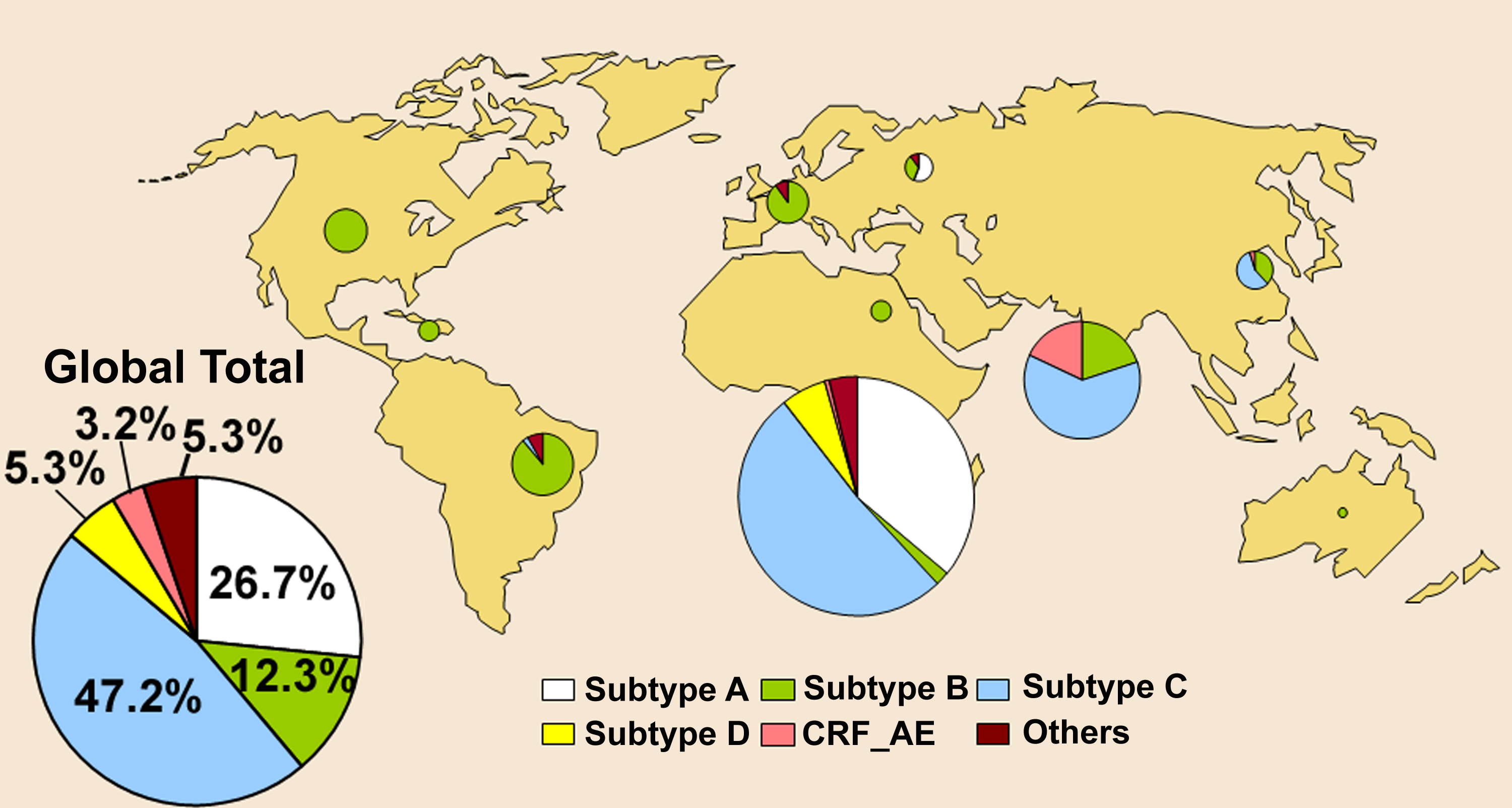
HIV-1 아종의 각 변이종의 역사적 분포도 (2002년 기준).

인간이 HIV에 감염되기 시작한 것은 적도아프리카 서부의 카메룬 동북부에 서식하는 중앙침팬지에서 옮긴 것으로 추정된다. 진화학적 연구에 따르면 HIV-1 아종에 있는 M, N, O 등 인간을 감염시키는 것으로 알려진 HIV의 변이형은 P. t. troglodytes(중앙침팬지의 학명)에게서 찾을 수 있는 SIV cpz 계통 바이러스 중 하나와 밀접한 관련이 있다는 것이 밝혀졌다. HIV는 인간이 침팬지를 잡아먹기 위해 도살하는 과정에서 침팬지에 있던 바이러스가 인간에게 옮겨간 것으로 추정된다.
그 외 현존하는 가설로는 침팬지나 다른 유인원에 있던 바이러스가 한 번 인간에게 옮겨간 뒤 20세기의 의료 행위로 1930년대까지 HIV가 인간에게 뿌리박히도록 도와주었다는 설이다. 이 바이러스는 사냥꾼이 감염된 영장류의 혈액과 접촉할 때 영장류에서 사람으로 옮아간 것으로 추정된다. 이후 HIV에 감염된 사냥꾼들이 오염된 체액으로 타인에게도 병을 옮겼다고 본다. 이를 "부시미트 이론"(Bushmeat theory)이라고 부른다.
20세기 아프리카에서도 급격한 도시화가 진행되면서 시골에서 고립되었던 바이러스가 도시에서 빠르게 전파되기 시작했다. 아프리카에 에이즈가 빠르게 전파된 데에도 다양한 가설이 존재한다. 가장 정석적인 설명으로는 아프리카의 일상 생활에도 큰 영향을 미치고 있는 빈곤이다. "아프리카의 윤리와 에이즈: 우리의 사고에 대한 도전"(Ethics and AIDS in Africa: A Challenge to Our Thinking)이라는 서적에서는 아프리카의 빈곤이 어떻게 매춘과 같은 행위를 불러오는지, 열약한 생활 환경과 교육, 건강과 보건에 영향을 끼치며 HIV/AIDS의 확산에 큰 영향을 끼침을 주장한다.
여러 연구진들은 HIV 바이러스가 강 여행으로 점차 확산되었다고 주장한다. 카메룬에 있는 모든 강은 상가강을 지나 콩고 민주 공화국의 수도인 킨샤샤에서 콩고강에 합류한다. 강을 따라 무역하면서 바이러스가 천천히 전파되었는데 인구에 따라서 천천히 늘어났다. 1959년에서 1960년 사이 킨샤샤에서 수집되고 보존된 조직 샘플을 재검사하여 얻은 결과를 포함하여 1960년대까지 아프리카에서 2천명이 HIV에 감염된 것으로 추정된다. HIV/AIDS의 첫 유행도 1970년대 킨샤샤에서 시작된 것으로 추정되는데 이는 크립토콕쿠스증, 카포시육종, 결핵, 폐렴 같은 기회 감염의 사례 급증으로 찾을 수 있다.

## 같이 보기
- 아프리카의 인구
- 아시아의 HIV/AIDS
- 오스트레일리아의 HIV/AIDS
- 유럽의 HIV/AIDS
- 북아메리카의 HIV/AIDS
- 남아메리카의 HIV/AIDS
- 대통령의 AIDS 긴급 구호 계획

## 참고 문헌
- Smith RA, 편집. (January 2001). 《Encyclopedia of AIDS: A Social, Political, Cultural, and Scientific Record of the HIV Epidemic》. Penguin Books. ISBN 0-14-051486-4.
- Iliffe, John (2006). 《The African AIDS Epidemic: A History》. Jamedn s Currey. ISBN 0-85255-890-2.
- Fourie, Pieter (2006). 《The Political Management of HIV and AIDS in South Africa: One burden too many?》. Palgrave Macmillan. ISBN 0-230-00667-1.
- Dionne, Kim Yi (2018). 《Doomed Interventions: The Failure of Global Responses to AIDS in Africa》. Cambridge University Press.